# 斯洛伐克地理

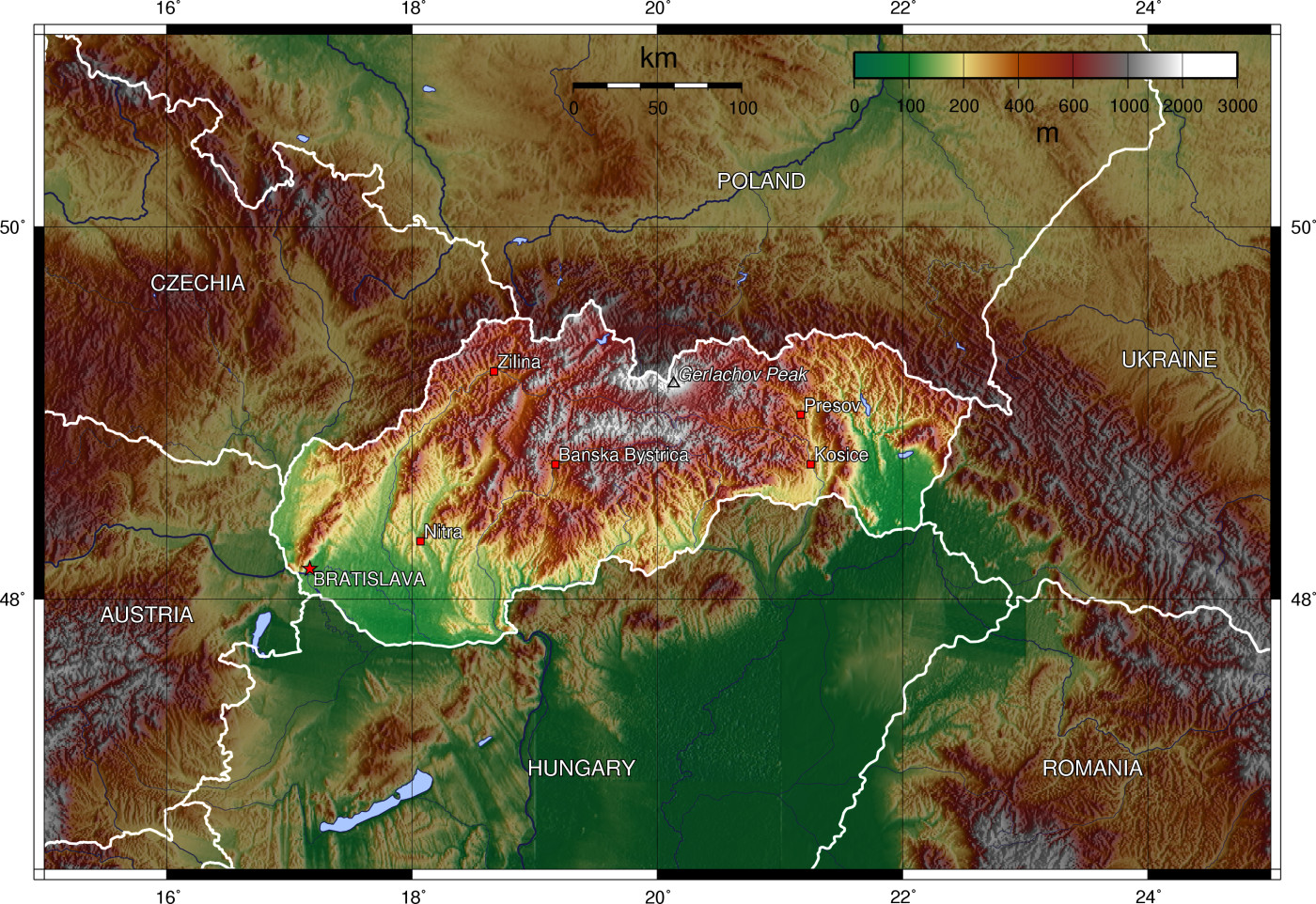
斯洛伐克地形

斯洛伐克是位於中歐的一個內陸國。斯洛伐克北部多為山區，南部則地勢平坦。

## 四至
斯洛伐克位於北緯49°36'48和47°44'21之間，東經16°50'56和22°33'53之間。最北端是貝斯基德山脈的貝斯基多克峰（Beskydok），與波蘭接壤；最南端是多瑙河上與匈牙利接壤的帕廷采村。最西邊在奧地利邊境紮霍爾斯卡村附近的莫拉瓦河上。最東端是斯洛伐克、波蘭和烏克蘭邊界交匯點的克列梅涅茨山頂。

## 地形

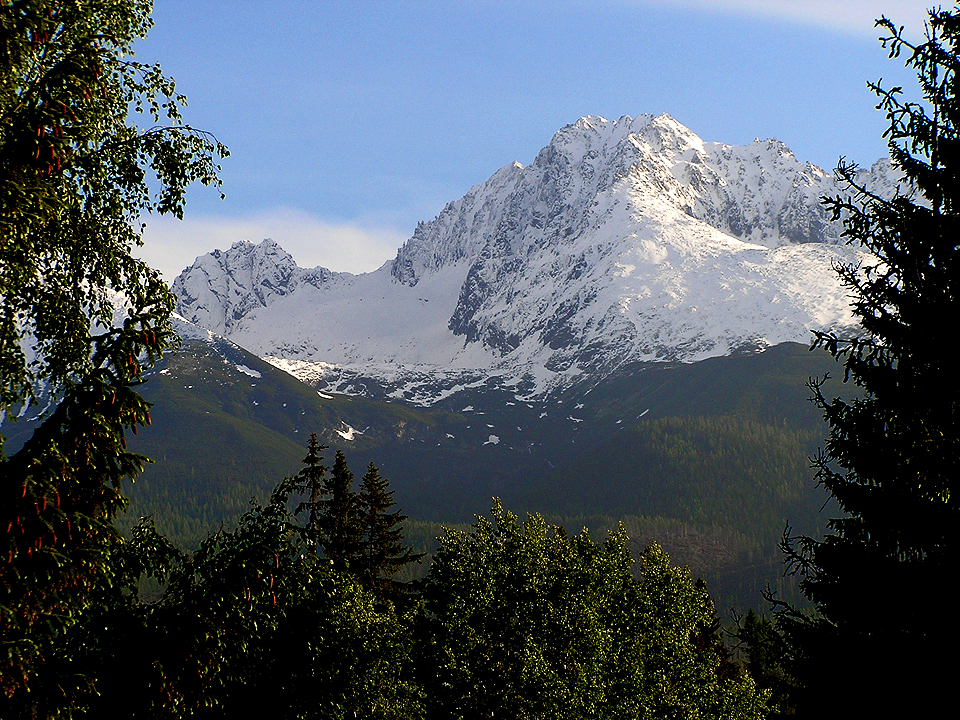
格爾拉赫峰

斯洛伐克面積為48,845平方公里（18,859平方英里）。31%為耕地，17%為牧場，41%為森林，3%為耕地。剩下的8%大部分是人類建築和基礎設施，部分是山脈和其他未經耕作的土地。最高點位於塔特拉山格爾拉赫峰，海拔2655米（8710.6英尺）；最低點位於匈牙利邊界的多瑙河面，海拔94米（308.4英尺）。斯洛伐克的地貌以多山著稱，喀爾巴阡山脈橫跨該國北部的大部分地區。西南部是肥沃的達努比亞低地，東南部則是斯洛伐克東部低地。

## 邊界

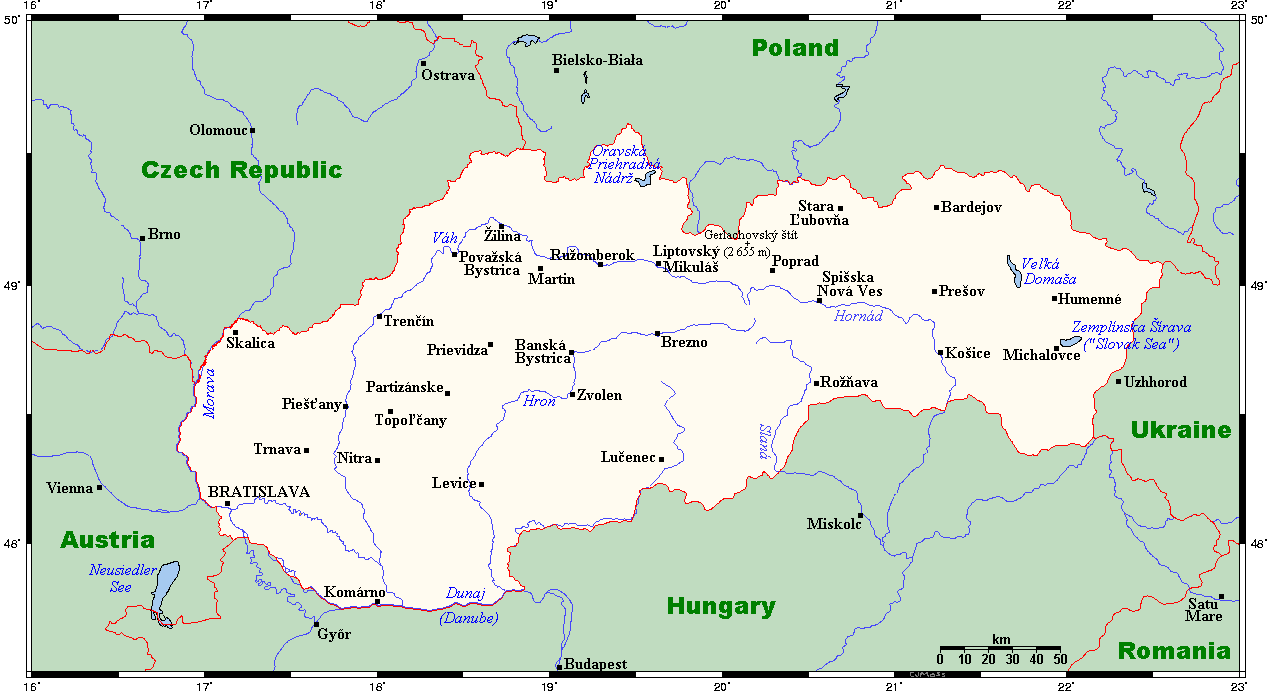
斯洛伐克主要城市

斯洛伐克北部與波蘭接壤547公里（339.9英里），東部與烏克蘭接壤98公里（60.9英里），南部與匈牙利接壤679公里（421.9英里），西南與奧地利接壤106公里（65.9英里），西北與捷克共和國接壤252公里（156.6英里），邊界總長度為1672公里（1038.9英里），超過620公里（390英里）是河流形成的天然邊界。

## 氣候
斯洛伐克位於溫帶大陸性氣候區，年降水量500–700毫米。夏季相對溫暖，冬季寒冷、多雲和潮濕。極端溫度介於−41至40.3攝氏度（−41.8至104.5°F）之間，但溫度低於−30攝氏度（−22°F）是罕見的。從北部多山到南部平原，天氣各不相同。

## 水文
斯洛伐克大多數河流發源於北部山區，境內河流總長為49,774公里（30,928英里），最長的河流是403公里（250英里）長的瓦赫河。斯洛伐克河流的最大流量發生在春季，那時山上的積雪融化。唯一的例外是多瑙河，夏季阿爾卑斯山冰雪融化時其流量最大。